# Hermann Meerwarth
Hermann Meerwarth (* 9. Oktober 1870 in Karlsruhe; † 9. April 1943 in Braunschweig) war ein deutscher Zoologe, Autor, Tierfotograf und Museumsleiter.

## Leben
Meerwarth studierte zunächst Zoologie in Heidelberg, Freiburg im Breisgau und Straßburg. Nach einer Ausbildung zum Präparator arbeitete er von 1895 bis 1899 als Assistent am Museu Paraense Emílio Goeldi. Von November 1899 bis März 1900 war er wissenschaftlicher Hilfsarbeiter am Naturhistorischen Museum Hamburg sowie an der Station für Pflanzenschutz. Während dieser Zeit schoss ihm ein unbekannter Jäger ein Auge aus. 1901 ließ er sich in Braunschweig nieder, wo er von Friedrich Grabowsky den Posten des Museumsassistenten am Staatlichen Naturhistorischen Museum Braunschweig übernahm. Nach dem Tod von Wilhelm Blasius wurde Meerwarth im Jahr 1912 Museumsdirektor. Er verwaltete das Museum unter schwierigen Verhältnissen und ging 1924 aus gesundheitlichen Gründen in den vorzeitigen Ruhestand.
Über seine Erfahrungen in Brasilien berichtete Meerwarth in naturwissenschaftlichen Zeitschriften und Sammelwerken. Dazu gehört eine Studie über das Jugendkleid von Raubvögeln mit dem Titel Beobachtungen über Verfärbung (ohne Mauser) der Schwanzfedern brasilianischer Raubvögel, die 1898 in den Zoologischen Jahrbüchern veröffentlicht wurde. 1901 erschien der Fachartikel Die westindischen Reptilien und Batrachier des Naturhistorischen Museums in Hamburg in den Mitteilungen aus dem Naturhistorischen Museum in Hamburg, worin er die Gecko-Art Sphaerodactylus monensis und die Anolis-Art Anolis biauritus (heute ein Synonym von Anolis dominicensis Reinhardt & Lütken, 1862) erstbeschrieb.
Meerwarth war ein enger Freund von Hermann Löns und als passionierter Jäger im Heidemoor aktiv. Zwischen 1908 und 1911 brachte er die mehrbändige Buchreihe Lebensbilder aus der Tierwelt im Verlag Robert Voigtländer in Leipzig heraus. Neben Meerwarths Fotografien verschiedener europäischer Tierarten enthält das Werk Tiergeschichten von Fritz Bley, Martin Braeß, Alf Bachmann, Hermann Löns, Max Hilzheimer, Egon von Kapherr, Ernst Schäff, Max Merk-Buchberg, Else und Karl Soffel sowie Eberhard von Riesenthal.